# Erwan Kerzanet
 (janvier 2025).
Erwan Kerzanet est un ingénieur du son et superviseur sonore, travaillant auprès de cinéastes et artistes français et internationaux.

## Biographie
Erwan Kerzanet étudie les métiers du son à l'École nationale supérieure Louis-Lumière (ENSLL) dont il sort diplômé en 1997. Il continue ensuite ses études avec une recherche sur la photographie documentaire, en soutenant un DEA d'histoire de l'art à l'université Paris-Nanterre (Lee Friedlander, The American Monument).
Erwan Kerzanet travaille comme ingénieur du son auprès d'artistes français et internationaux parmi lesquels Leos Carax, Kiyoshi Kurosawa, Amos Gitaï, Karl Lagerfeld, Philippe Parreno, Pietro Marcello ou Jacques Audiard.

## Filmographie partielle
- 2001 : L'Afrance d'Alain Gomis
- 2002 : Les jours où je n'existe pas de Jean-Charles Fitoussi
- 2006 : Zidane un portrait du XXIe siècle, de Philippe Parreno et Douglas Gordon
- 2008 : Plus tard tu comprendras d'Amos Gitaï
- 2012 : Holy Motors de Leos Carax
- 2015 : Taj Mahal de Nicolas Saada
- 2016 : Le Secret de la chambre noire de Kiyoshi Kurosawa
- 2019 : J'accuse de Roman Polanski (enregistrements des bruitages en acoustiques naturelles)
- 2021 : Annette de Leos Carax
- 2022 : L'Envol de Pietro Marcello
- 2023 : The Nun 2 de Michael Chaves
- 2023 : Le Procès Goldman de Cédric Kahn
- 2023 : Man in Black de Wang Bing
- 2023 : Emilia Pérez de Jacques Audiard
- 2025 : Coutures d'Alice Winocour

## Distinctions

### Récompenses
- César 2022 : meilleur son pour Annette
- César 2025 : meilleur son pour Emilia Pérez

### Nominations
- César 2013 : meilleur son pour Holy Motors
- César 2024 : meilleur son pour Le Procès Goldman
- Oscars 2025 : meilleur son pour Emilia Pérez